# دارا علیزاده

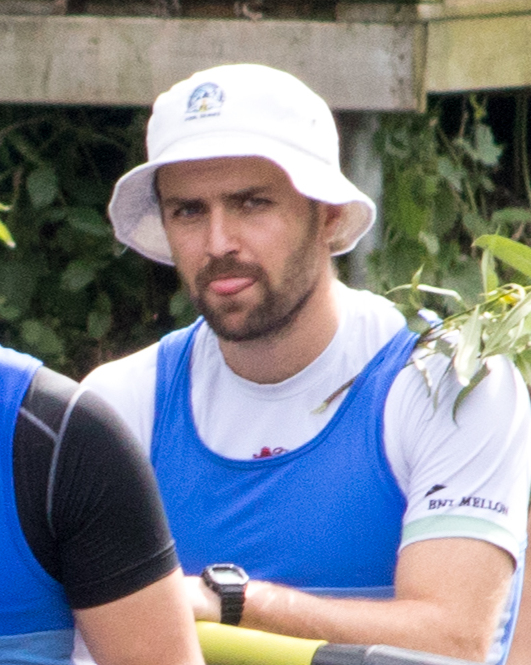
نگاره‌ای از دارا علی‌زاده، قایقران ایرانی‌تبار - ۲۰۱۹

دارا علی‌زاده (زاده ۲۷ اوت ۱۹۹۳) قایقران آمریکایی و نماینده برمودا است.
پدر او ایرانی است و مادر انگلیسی او در جوانی وارد برمودا شد و سپس این زوج هنگام تحصیل در دانشگاه تافتس در ماساچوست با یکدیگر آشنا شدند. او نماینده روئینگ تک‌نفره برمودا در بازی‌های المپیک تابستانی ۲۰۲۰ بود.
علی‌زاده پرچم‌دار برمودا در آیین گشایش بازی‌های المپیک تابستانی توکیو ۲۰۲۰ و پاریس ۲۰۲۴ بود.
| بازی‌های المپیک      | بازی‌های المپیک              | بازی‌های المپیک   |
| ------------------- | --------------------------- | ---------------- |
| پیشین: تایرون اسمیت | پرچم‌دار برمودا · توکیو ۲۰۲۰ | پسین: پاریس ۲۰۲۴ |